# سرگی شوبنکوف
سرگی شوبنکوف (روسی: Серге́й Владимирович Шубенков، زادهٔ ۱۰ اکتبر ۱۹۹۰) دوندهٔ اهل روسیه است. از افتخارات وی می‌توان به کسب مدال طلا دو ۱۱۰ متر بامانع در ۲۰۱۵ پکن و مدال برنز در ۲۰۱۳ مسکو اشاره کرد.